# 阿卡斯塔市 (法爾孔州)

阿卡斯塔市（西班牙語：Municipio Acosta），是委內瑞拉的一個市，位於該國西北部法爾孔州，首府設於聖胡安德洛斯卡約斯，面積757平方公里，2011年人口18,960，人口密度為每平方公里25.05人。